# Тайфун в Шаньтоу
Тайфун в Шаньтоу (кит. 年汕頭颱風) — стихийное бедствие, которое обрушилось на Китай в конце сентября — начале октября 1922 года и унесло жизни десятков тысяч человек, став одной из самых смертоносных стихий в истории Китая; больше всего пострадал город Шаньтоу в провинции Гуандун, отсюда и название этого тайфуна.

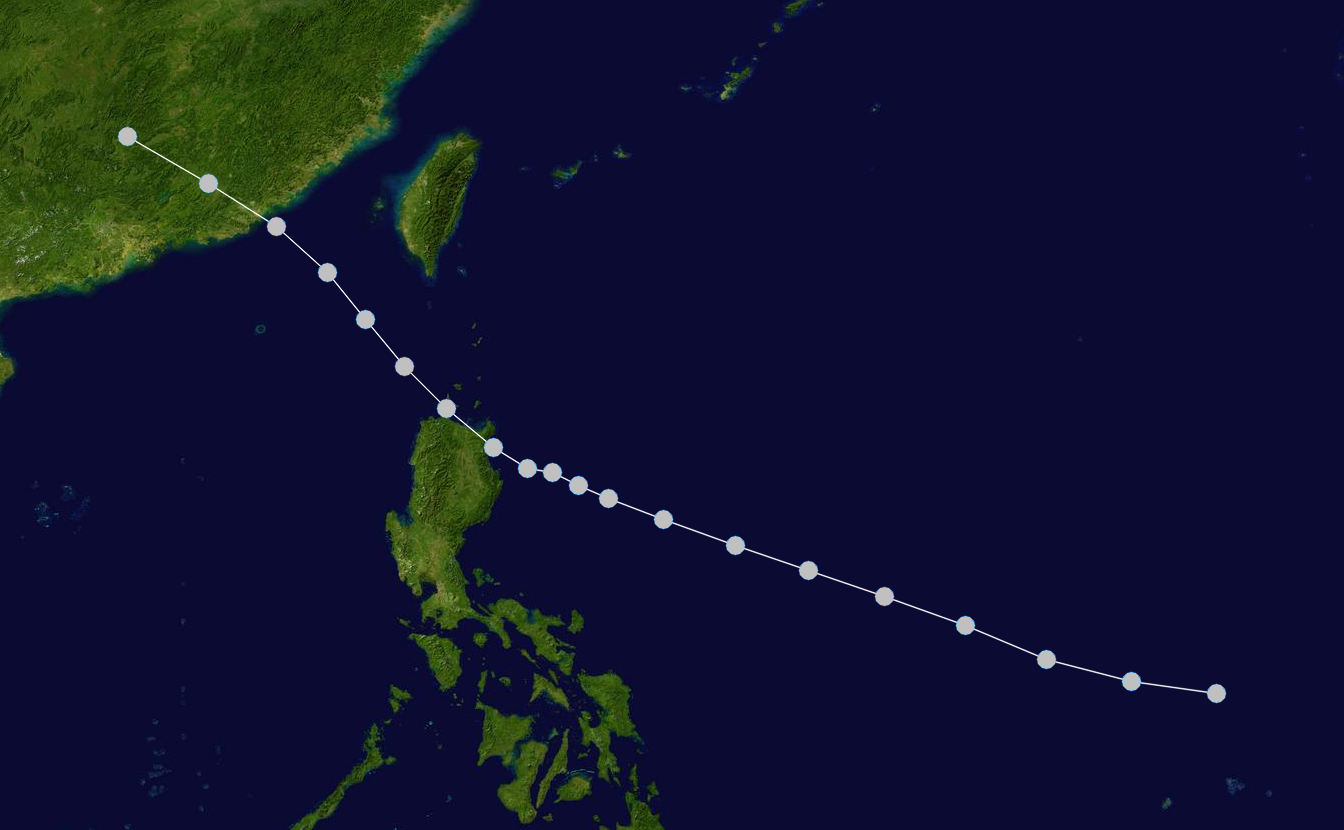
Путь тайфуна на карте

Тропическая депрессия, расположенная вблизи Каролинских островов, была впервые обнаружена 27 июля. Она медленно продвигалась на северо-запад, постепенно усиливаясь вдоль Филиппинского моря. 31 июля тайфун пересек северный Лусон и вошёл в северную часть Южно-Китайского моря. Затем тайфун ещё больше усилился и достиг побережья Китая недалеко от города Шаньтоу ночью со 2 на 3 августа. Сметая всё на своём пути тайфун двинулся вглубь континента, но довольно быстро рассеялся.
Временами скорость ветра превышала 100 миль в час. На Филиппинах тайфун прошел через северную (в то время ещё малонаселенную) часть архипелага, поэтому ущерб от него был минимальный. В городе Шаньтоу тайфун вкупе с проливным дождём вызвал штормовой нагон высотой как минимум на 12 футов выше нормы. В результате погибло около 5000 человек (при населении около 65 000 человек), что составило более 7% от числа горожан. Некоторые близлежащие деревни были полностью разрушены. Несколько судов и рыбацких лодок находившихся близ побережья потерпели кораблекрушение, некоторые были отнесены ветром вглубь суши на расстояние до 2-х миль. В окрестностях города погибли десятки тысяч человек. Общее же число погибших, по разным оценкам составило от 50, до 100 000 человек.